# Indice monetario
L'indice monetario è un indice puro rappresentato da coefficienti statistici che permettono di tradurre valori monetari di periodi passati in valori monetari del presente.
Costituisce un indice puro, con il quale è possibile confrontare valori di beni e salari in epoche diverse.
È differente da indici sul prezzo di beni di consumo, di materie prime o plusvalenze.